# Robert Sachsse
Georg Robert Sachsse (* 26. November 1840 in Leipzig; † 25. April 1895 in Leutzsch) war ein deutscher Agrikulturchemiker.

## Leben
Sachsse besuchte bis 1858 die humanistische Thomasschule zu Leipzig.
Nach dem Abitur studierte er Chemie an der Universität Leipzig. Er wurde 1862 zum Dr. phil. promoviert. Von 1862 bis 1963 war er Mitarbeiter der Agriculturchemischen Versuchsstation in Möckern und von 1863 bis 1865 der Chemischen Fabrik in Plagwitz. Ab 1866 war er Assistent am Agriculturchemischen Laboratorium der Universität Leipzig.
1871 habilitierte er sich in Agrochemie. Von 1872 bis 1884 war er Privatdozent an der Philosophischen Fakultät und von 1884 bis 1895 außerordentlicher Professor für Agrikulturchemie an der Universität Leipzig. Er lehrte u. a. Chemie für Landwirte, Bodenkunde und Pflanzenchemie.
Seine Ehefrau war Henriette Elisabeth geb. Grabau (1835–1900), die Tochter des Leipziger Gewandhaus-Cellisten Andreas Grabau. Robert und Henriette Sachsse hatten zwei Kinder: Emilie Elisabeth (1874–1941), welche später den Literatur- und Musikwissenschaftler Rudolf Wustmann heiratete, und Margarete Julie (1871–1945), später verheiratet mit dem Musikwissenschaftler Martin Seydel.

## Wissenschaft
Sachsse beschäftigte sich eingehend mit den Pflanzenfarbstoffen und mit der Lehre der Chlorophylle. Er forschte zu Verbindungen wie  Milchzucker, Asparagin, Stärke und Dextrose.
Er entwickelte die Sachsse'sche-Methode oder Jodquecksilber-Methode zur Zuckerbestimmung (Rohrzucker).

## Schriften (Auswahl)
- Über einige chemische Vorgänge bei der Keimung von Pisum sativum. A. Edelmann, Leipzig 1872. (= zugleich Habilitationsschrift, Universität Leipzig 1872)
- Ueber einige stickstoffhaltige Verbindungen des Milchzuckers. In: Berichte der deutschen chemischen Gesellschaft 4 (1871) 2, 834–836. doi:10.1002/cber.18710040299
- Ueber eine Methode zur quantitativen Bestimmung des Asparagins. In: Journal für Praktische Chemie 6 (1873), 118–127. doi:10.1002/prac.18730060110
- Chemie und Physiologie der Farbstoffe, Kohlenhydrate und Proteinsubstanzen. Ein Lehrbuch für Chemiker und Botaniker. L. Voss, Leipzig 1877.
- Phytochemische Untersuchungen. L. Voss, Leipzig 1880.
- Lehrbuch der Agriculturchemie. H. Haessel, Leipzig 1888.